# Нанообъект
Нанообъект (англ. nano-object или nano scale object) — дискретная часть материи или, наоборот, её локальное отсутствие (пустоты, пора), размер которой хотя бы в одном измерении находится в нанодиапазоне (как правило, 1—100 нм).
К нанообъектам могут быть отнесены как объекты, имеющие чёткие пространственные границы и доступные для прямого наблюдения методами электронной и зондовой сканирующей микроскопии (наночастицы, нанопластины, нанотрубка, нанопора), так и прочие наноразмерные объекты, размер которых часто определяется косвенными методами (агрегаты, липосомы, мембраны, нанокапли и т. п.).